# Lygropia unicoloralis
Lygropia unicoloralis là một loài bướm đêm trong họ Crambidae.